# Erbè
Erbè és un comune (municipi) de la província de Verona, a la regió italiana del Vèneto, situat a uns 110 quilòmetres a l'oest de Venècia i a uns 20 quilòmetres al sud de Verona.
A 1 de gener de 2020 la seva població era de 1.896 habitants.
Erbè limita amb els següents municipis: Castelbelforte, Isola della Scala, Nogara, Sorgà i Trevenzuolo.